# Josef Stini

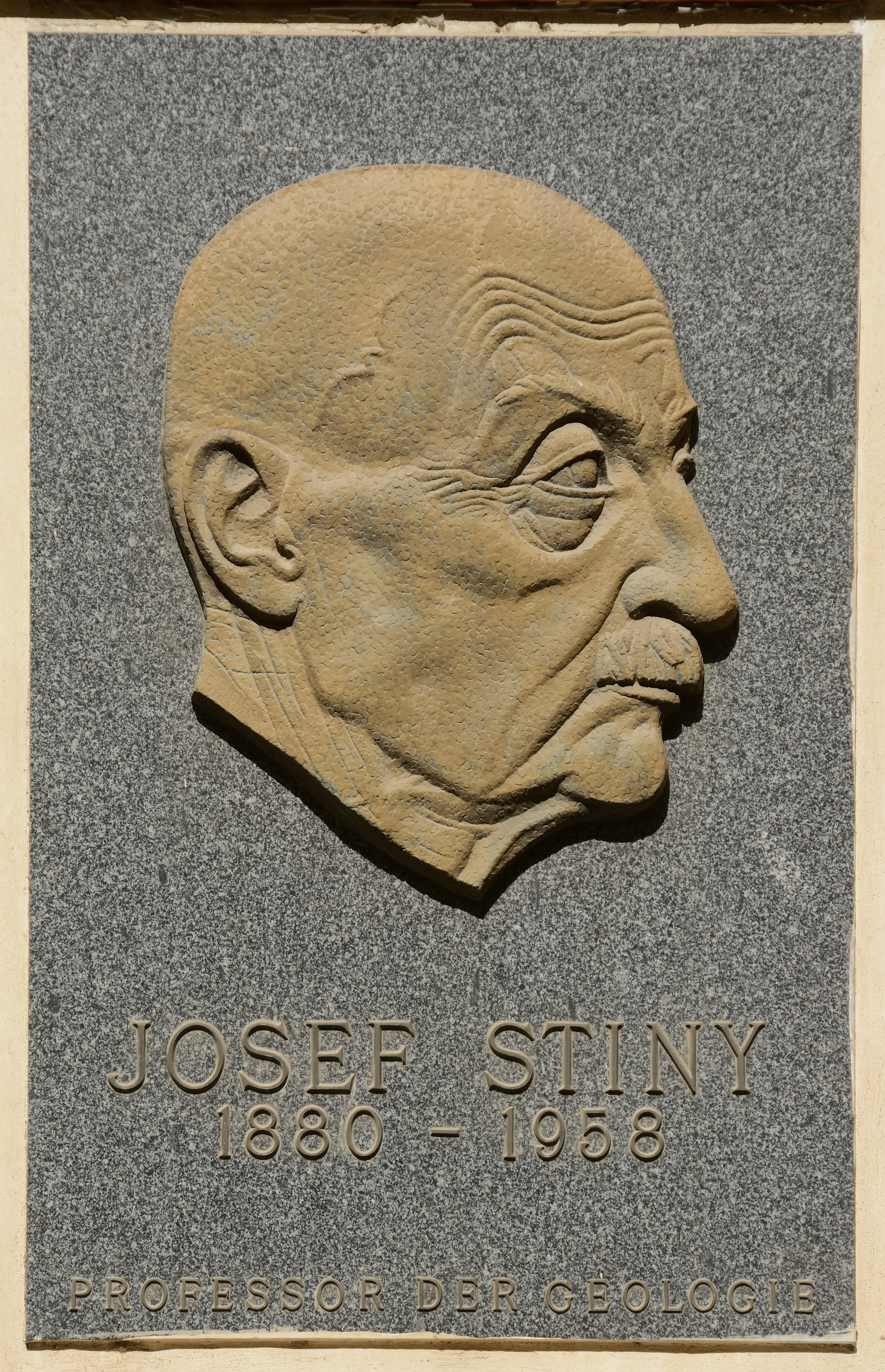
Gedenktafel für Josef Stiny im Hof der TU Wien

Josef Stini (auch: Stiny; * 20. Februar 1880 in Wappoltenreith, einem Ort in der Gemeinde Irnfritz-Messern, Niederösterreich; † 28. Jänner 1958 in Wien) war ein österreichischer Geologe. Er gehört mit seinen grundlegenden geologischen Untersuchungen im Zusammenhang mit Talsperren- und Tunnelprojekten zu den Mitbegründern der Bau- oder „Ingenieurgeologie“. Er lieferte auch Arbeiten über die Auswahl und Beurteilung der Straßenbaugesteine.

## Leben
Josef Stini studierte Forstwirtschaft und Wildbachverbauung an der Hochschule für Bodenkultur in Wien sowie die Fächer Bauingenieurwesen und Geologie in Graz. In den Jahren 1911 bis 1915 und während des Ersten Weltkrieges arbeitete Stini im Bereich der Wildbachverbauung. 1919 begann seine Lehrtätigkeit, zunächst an der Höheren Forstlehranstalt in Bruck an der Mur, ab 1925 lehrte Stini an der Technischen Hochschule in Wien als ordentlicher Professor für Geologie, wo er zwei Jahrzehnte lang maßgeblich an der Entwicklung des Instituts beteiligt war. In der Zeit des Nationalsozialismus wurde er 1938 Mitglied der NSDAP und des Nationalsozialistischen Kraftfahrkorps. 1943 wurde ihm etwa vom Reichsforschungsrat eine Sachbeihilfe für „die Durchführung von Untersuchungen über die Abdichtung von Staudämmen und Untersuchungen von Lockermassen“ bewilligt.
Die Verdienste von Josef Stini lagen im Bemühen, das Grenzgebiet zwischen Geologie und Bauwesen als eigenständige Disziplin, die Ingenieurgeologie, zu entwickeln. Sein Hauptaugenmerk richtete er dabei auf Erkundung der geologischen Verhältnisse durch genaue Beobachtung, Kartierung aller geologischen Erscheinungen im Gelände und Einarbeitung sämtlicher Informationen in die Baupläne, womit er zum Wegbereiter für die Felsmechanik wurde.
Neben der Lehrtätigkeit ist seine Rolle als Verfasser und Herausgeber hervorzuheben. Die von ihm gegründete Fachzeitschrift Geologie und Bauwesen erschien drei Jahre im Selbstverlag, bis der Springer-Verlag die Zeitschrift übernahm. Sie wurde ab 1963 unter dem Titel Felsmechanik und Ingenieurgeologie und wird heute als Rock Mechanics immer noch von Springer publiziert. Die Herausgeberschaft übernahm nach seinem Tod sein Schüler Leopold Müller, der die Felsmechanik auf eine breite, wissenschaftliche Basis stellte. An geologischen Gutachten machte Stine beispielsweise jene der Kamptal-Kraftwerke ebenso wie an der Großglockner-Hochalpenstraße.
Der umfangreiche fachliche Nachlass Stinis wurde durch das Land Niederösterreich käuflich erworben und besteht neben Manuskripten, geologischen Karten und 105 Feldtagebüchern aus über 700 Gutachten, die sich auf Österreich und das benachbarte Ausland beziehen. Darin werden unter anderen Themen wie die Beurteilung von Gesteinen, Baugrundfragen im Straßen-, Stollen- und Tunnelbau, Kraftwerksbau, Fragen zur Wasserversorgung, Risikofaktoren wie Muren und Rutschungen erörtert.
1956 wurde die Stinygasse in Wien-Favoriten nach ihm benannt.

## Auszeichnungen
- Ehrenmitglied der Österreichischen Geologischen Gesellschaft
- Träger der Eduard-Sueß-Gedenkmünze der Österreichischen Gesellschaft für Geologie
- Ehrendoktorat der Technischen Universität Wien

## Werke
- Die Muren,  1910
- Technische Gesteinskunde, Waldheim-Eberle, Wien 1919
- Technische Geologie, Encke, Stuttgart 1922
- Die Quellen, Springer, Wien 1933
- Die Auswahl und Beurteilung der Straßenbaugesteine, Springer, Wien 1935
- Tunnelbaugeologie, Springer, Wien 1950
- Mineralogie für Ingenieure des Tief – und Hochbaues und der Kulturtechnik, Springer, Wien 1952
- Gebirgsgeologie, 1955
- Artikel Gebirgsgeologie im Grundbau-Taschenbuch 1955, 1966